# آکادمی هنرهای سینمایی و تلویزیونی استرالیا
آکادمی هنرهای سینمایی و تلویزیونی استرالیا (انگلیسی: Australian Academy of Cinema and Television Arts) یک سازمان حرفه‌ای برای هنرمندان و دست‌اندکاران سینما و تلویزیون است که هدف و شعار آن، «شناسایی، ارج‌نهادن، ترویج و تجلیل بزرگترین دستاوردهای سینما و تلویزیون در استرالیا» است و در سال ۲۰۱۱ میلادی با پشتیبانی مؤسسه فیلم استرالیا بنیان نهاده شد.